# Super Robot Wars OG: The Inspector
Super Robot Wars Original Generation: The Inspector (スーパーロボット大戦OG ジ・インスペクター, Sūpā Robotto Taisen Ōjī Jī Insupektā) è una serie televisiva anime che racconta una versione alternativa degli eventi del videogioco Super Robot Wars: Original Generation 2 della Banpresto. La serie, prodotta dalla Asahi Production, è andata in onda sulle televisioni giapponesi tra il 1º ottobre 2010 e il 1º aprile 2011. L'anime è stato trasmesso in streaming, in contemporanea col Giappone, da Crunchyroll con i sottotitoli in inglese.

## Trama
È passato quasi un anno dalla fine della campagna militare L5 e dalla guerra con la razza aliena conosciuta come Aerogators,
mentre i resti della fazione militare chiamata DC sono ancora in libertà. Il presidente della Federazione Terrestre rivela alla popolazione la presenza di nuovi alieni e giura di prendere le misure necessarie per garantire che la Terra sia preparata ad un'altra invasione. Con il progredire della storia, molte nuove fazioni verranno alla luce tentando di prendere il comando del pianeta, mentre all'orizzonte si profila la nuova minaccia aliena. Solo le squadre del Hagane e Hiryuu Kai possono sperare di risolvere questa crisi.

## Personaggi
Kyosuke Nanbu (キョウスケ・ナンブ?, Kyousuke Nanbu)
Doppiato da Toshiyuki Morikawa
Serio e stoico leader del team ATX, che ha il vizio del gioco d'azzardo.
Excellen Browning (エクセレン・ブロウニング?, Ekuseren Burouningu)
Doppiato da Yūko Mizutani
Un amante del divertimento, Excellen è una pilota del Team ATX e la fidanzata di Kyosuke, Mette gli uomini a disagio con i suoi scherzi.
Brooklyn 'Bullet' Luckfield (ブルックリン・ラックフィールド?, Burukkurin Rakkufīrudo)
Doppiato da Tomokazu Sugita
Un pilota recluta del team ATX, con una formazione impeccabile e grandi capacità tattiche. Pretende che gli altri lo chiamino "Bullet".
Lamia Loveless (ラミア・ラヴレス?, Ramia Ravuresu)
Doppiato da Kaori Shimizu
Membro più nuovo del team ATX, afferma di essere un pilota collaudatore, ma sembra avere un piano segreto.

## Colonna sonora
Sigle di apertura
- MAXON cantata da JAM Project

Sigle di chiusura
- Bokura no Jiyuu (僕らの自由) by Aki Misato

## Episodi
| Nº | Giapponese 「Kanji」 - Rōmaji                              | In onda          | In onda |
| Nº | Giapponese 「Kanji」 - Rōmaji                              | Giapponese       |         |
| 1  | 「赤い衝撃」 - Akai shōgeki                                | 1º ottobre 2010  |         |
| 2  | 「未知なる声」 - Michinaru koe                             | 8 ottobre 2010   |         |
| 3  | 「背負った十字」 - Seotta jūji                             | 15 ottobre 2010  |         |
| 4  | 「絆と約束」 - Kizuna to yakusoku                          | 22 ottobre 2010  |         |
| 5  | 「DCの名前の下に」 - DC no namae no shitani                | 29 ottobre 2010  |         |
| 6  | 「桜花幻影」 - Ōka gen'ei                                  | 5 novembre 2010  |         |
| 7  | 「黒い潜入者」 - Kuroi sennyūshi                           | 12 novembre 2010 |         |
| 8  | 「凶鳥の眷属」 - Kyō tori no kenzoku                       | 19 novembre 2010 |         |
| 9  | 「インスペクター」 - Insupekutaa                           | 26 novembre 2010 |         |
| 10 | 「月下に妖精は舞う」 - Gekka ni yōsei wa mau               | 3 dicembre 2010  |         |
| 11 | 「ハルパーの鎌」 - Harupaa no kama                         | 10 dicembre 2010 |         |
| 12 | 「シャドウミラー」 - Shadou Miraa                          | 17 dicembre 2010 |         |
| 13 | 「楽園からの追放者」 - Rakuen kara no tsuihou mono         | 24 dicembre 2010 |         |
| 14 | 「汚れのないその瞳（め）で」 - Kegare no nai sono me de    | 7 gennaio 2011   |         |
| 15 | 「武神装攻ダイゼンガー」 - Takeshi kami sou kou daizengaa  | 14 gennaio 2011  |         |
| 16 | 「オンリー・ワン・クラッシュ」 - Onrii wan kurasshu        | 21 gennaio 2011  |         |
| 17 | 「鋼の咆哮」 - Hagane no houkou                            | 28 gennaio 2011  |         |
| 18 | 「誘（いざな）う鬼火」 - Sasou onibi                       | 4 febbraio 2011  |         |
| 19 | 「龍虎王顕現」 - Ryuuko ou kengen                          | 11 febbraio 2011 |         |
| 20 | 「若き猛禽」 - Wakaki moukin                               | 18 febbraio 2011 |         |
| 21 | 「眠れ、地の底で」 - Nemure, chi no soko de                | 25 febbraio 2011 |         |
| 22 | 「散りぬべき時知りてこそ」 - Chirinubeki toki shirite koso | 4 marzo 2011     |         |
| 23 | 「堕天使の心」 - Datenshi no kokoro                        | 11 marzo 2011    |         |
| 24 | 「白き魔星へ」 - Shiroki masei e                           | 18 marzo 2011    |         |
| 25 | 「かつて在りしもの」 - Katsute arishi mono                 | 25 marzo 2011    |         |
| 26 | 「貫け、奴よりも速く」 - Tsuranuke, yatsu yorimo hayaku    | 1º aprile 2011   |         |